# Schiltigheim
Schiltigheim (alsacià Schílige) és un municipi francès situat al departament del Baix Rin i a la regió del Gran Est. L'any 1999 tenia 30.841 habitants.
Forma part del cantó de Schiltigheim, del districte d'Estrasburg i de la Strasbourg Eurométropole.

## Demografia
| 1962   | 1968   | 1975   | 1982   | 1990   | 1999   |
| ------ | ------ | ------ | ------ | ------ | ------ |
| 25.081 | 29.198 | 30.144 | 29.574 | 29.155 | 30.841 |

## Administració
| Període   | Identitat         | Partit |
| --------- | ----------------- | ------ |
| 1947-1971 | Georges Ritter    |        |
| 1972-1977 | Paul Schwebel     |        |
| 1977-2008 | Alfred Muller     | MDA    |
| 2008-2014 | Raphaël Nisand    | PS     |
| 2014-2020 | Jean-Marie Kutner |        |